# 하이브리드 로그 감마
하이브리드 로그 감마(Hybrid log–gamma, HLG) 전송 함수는 BBC와 NHK가 HDR(High Dynamic Range) 디스플레이를 위해 공동 개발한 전송 함수이다. 이것은 SDR의 전송 함수(감마 곡선)와 하위 호환된다. ARIB(Association of Radio Industries and Businesses)에서 ARIB STD-B67로 승인되었다. 또한 ATSC 3.0, DVB UHD-1 Phase 2, 그리고 ITU Rec. 2100에도 정의되어 있다.

기존 SDR 감마 곡선과 하이브리드 로그 감마 곡선을 보여주는 차트. HLG는 신호 값의 상위 절반에 로그 곡선을 사용하여 더 큰 동적 범위를 허용한다.

HLG는 HLG 전송 함수, BT.2020 원색 및 10비트의 색 깊이를 사용하는 HDR 형식이다. HLG는 하위 호환되도록 설계되었지만, SDR UHDTV와 완전히 하위 호환되는 것은 아니다.
HLG 전송 함수와 HLG 형식 모두 로열티 프리이다. 하위 호환성은 수신기가 BT.2020 색상 컨테이너와 호환될 때 기존 전송 표준과 함께 사용할 수 있도록 하여 장비 제조업체와 콘텐츠 배포자 모두의 복잡성과 비용을 줄인다. 이들은 HDMI 2.0b, HEVC, VP9, H.264/MPEG-4 AVC에 의해 지원되며, BBC iPlayer, 다이렉TV, Freeview Play, 유튜브와 같은 비디오 서비스에서 사용된다.

## 설명
HLG는 다른 HDR 형식에 필요한 메타데이터가 비(非)HDR 디스플레이와 하위 호환되지 않고, 추가 대역폭을 소비하며, 전송 중 동기화가 틀어지거나 손상될 수 있는 텔레비전 방송에 더 적합하도록 설계되었다. HLG는 신호 값의 하위 절반은 감마 곡선을 사용하고 신호 값의 상위 절반은 로그 곡선을 사용하는 비선형 광학-전기 전송 함수를 정의한다. 실제로는, 표준 동적 범위 디스플레이(하이라이트에서 더 많은 디테일을 표시할 수 있음에도 불구하고)에 의해 신호가 정상적으로 해석되지만, HLG 호환 디스플레이는 신호 곡선의 로그 부분을 정확하게 해석하여 더 넓은 동적 범위를 제공할 수 있다. 다른 HDR 형식과 달리 메타데이터를 사용하지 않는다.
HLG 전송 함수는 SDR의 감마 곡선과 하위 호환된다. 그러나 HLG는 일반적으로 Rec. 2020 원색과 함께 사용되며, 이는 비호환 장치에서 눈에 띄는 색조 변화와 함께 채도가 감소된 이미지를 생성한다. 따라서 HLG는 SDR-UHDTV와 하위 호환되지만, Rec. 709 원색만 지원하는 일반적인 SDR 장치에서는 색상 왜곡이 발생한다.

## 기술적 세부 사항
HLG는 비선형 전송 함수를 정의하는데, 여기서 신호 값의 하위 절반은 감마 곡선을 사용하고 신호 값의 상위 절반은 로그 곡선을 사용한다.
HLG 참조 OETF는 다음과 같다(ARIB STD-B67에 정의됨):
{\displaystyle E'={\begin{cases}r\,{\sqrt {E}}\ &0\leq E\leq 1,\!\\a\ln(E-b)+c&1<E\end{cases}}}
또는 다음과 같다(Rec. 2100에 정의됨):
{\displaystyle E'={\begin{cases}{\sqrt {3E}}\ &0\leq E\leq {\frac {1}{12}},\!\\a\ln(12E-b)+c&{\frac {1}{12}}<E\leq 1\end{cases}}}
여기서
- E는 ARIB STD-B67에서 {\displaystyle \left[0,12\right]} 범위의 기준 백색 레벨로 정규화된 선형 광 신호이며, Rec. 2100에서는 {\displaystyle \left[0,1\right]} 범위이다.
- E'는 결과적인 비선형 신호이다.
- r은 기준 백색 레벨이며, 신호 값은 0.5이다.
- 상수 a, b, c는 a = 0.17883277, b = 1 - 4a = 0.28466892, c = 0.5 - a ln(4a) = 0.55991073으로 정의된다.

기준 백색 레벨의 신호 값은 0.5이고, 1의 신호 값은 기준 백색 레벨보다 12배 높은 상대 휘도를 가진다. ARIB STD-B67의 공칭 범위는 0에서 12이다. HLG는 베버의 법칙 때문에 신호 값의 상위 절반에 로그 곡선을 사용한다.
HLG 참조 OOTF는 다음과 같다:
{\displaystyle {\begin{cases}F_{D}=OOTF[E]=\alpha Y_{S}^{\gamma -1}E\!\\R_{D}=\alpha Y_{S}^{\gamma -1}R_{S}\!\\G_{D}=\alpha Y_{S}^{\gamma -1}G_{S}\!\\B_{D}=\alpha Y_{S}^{\gamma -1}B_{S}\!\\Y_{S}=0.2627R_{S}+0.6780G_{S}+0.0593B_{S}\end{cases}}}여기서
- {\displaystyle F_{D}}는 디스플레이된 선형 성분 {\displaystyle R_{D},G_{D},B_{D}}의 휘도(cd/m2 단위)이다.
- {\displaystyle E}는 장면 선형 광에 비례하여 {\displaystyle \left[0,1\right]} 범위로 정규화된 각 색상 성분 {Rs, Gs, Bs}의 신호이다.
- {\displaystyle Y_{S}}는 정규화된 선형 장면 휘도이다.
- {\displaystyle \alpha }는 cd/m2 단위의 사용자 이득 변수이다. 이는 무채색 픽셀에 대한 디스플레이의 공칭 최대 휘도인 LW를 나타낸다.
- {\displaystyle \gamma }는 시스템 감마이다. 공칭 디스플레이 최대 휘도 1000 cd/m2에서 {\displaystyle \gamma } = 1.2이다.

HLG 참조 EOTF는 다음과 같다:
{\displaystyle F_{D}=OOTF[OETF^{-1}[max(0,(1-\beta )E'+\beta )]]}
여기서
- {\displaystyle F_{D}}는 디스플레이된 선형 성분 {\displaystyle R_{D},G_{D},B_{D}}의 휘도(cd/m2 단위)이다.
- {\displaystyle E'}는 {\displaystyle \left[0,1\right]} 범위의 비선형 전기 신호 {\displaystyle R',G',B'}이다.
- {\displaystyle \beta ={\sqrt {3(L_{B}/L_{W})^{1/\gamma }}}}는 사용자 블랙 레벨 리프트 변수이다.
- {\displaystyle L_{W}}는 무채색 픽셀에 대한 디스플레이의 공칭 최대 휘도(cd/m2 단위)이다.
- {\displaystyle L_{B}}는 검은색의 디스플레이 휘도(cd/m2 단위)이다.

HLG는 SDR 디스플레이와 HDR 디스플레이 모두와 호환되므로 메타데이터를 사용할 필요가 없다. HLG는 다양한 시청 환경에서 다양한 명도의 디스플레이와 함께 사용할 수 있다.
단일 이미지에서 인간의 눈으로 인식할 수 있는 동적 범위는 약 14 스톱이다. 2.4 감마 곡선과 샘플당 8비트의 색 깊이를 가진 SDR 비디오 디스플레이는 눈에 띄는 밴딩 없이 약 6스톱의 범위를 표시할 수 있다. 샘플당 10비트의 색 깊이를 가진 전문가용 SDR 비디오 디스플레이는 이 범위를 약 10스톱으로 확장한다. HLG가 샘플당 10비트의 색 깊이를 가진 2,000 cd/m2 디스플레이에 표시될 때, 눈에 띄는 밴딩 없이 200,000:1 또는 17.6스톱의 범위를 표시할 수 있다.
HLG는 신호 값의 상위 절반에 로그 곡선을 사용하여 기존 감마 곡선에 비해 비디오의 동적 범위를 증가시킨다. HLG는 또한 Rec. 601 및 Rec. 709에서 사용되는 기존 감마 곡선의 선형 부분을 포함하지 않음으로써 동적 범위를 증가시킨다. 기존 감마 곡선의 선형 부분은 저조도 비디오에서 카메라 노이즈를 제한하는 데 사용되었지만, HDR 카메라에서는 더 이상 필요하지 않다.
HLG는 Rec. 2100에서 공칭 최대 휘도 1,000 cd/m2와 배경 휘도에 따라 조정 가능한 시스템 감마 값으로 지원된다.
HLG는 ARIB STD-B67과 수학적으로 동일한 공식을 사용하지만 공칭 범위가 0에서 12가 아닌 0에서 1인 HEVC에서 지원된다.
{\displaystyle V={\begin{cases}{\sqrt {3}}\cdot L_{c}^{0.5}&{\frac {1}{12}}\geq L_{c}\geq 0,\!\\a\cdot \ln(12L_{c}-b)+c&1\geq L_{c}>{\frac {1}{12}}\end{cases}}}
여기서
- Lc는 공칭 범위 0에서 1을 가지며 V는 결과적인 비선형 신호이다.
- 상수 a, b, c는 a = 0.17883277, b = 1 - 4a = 0.28466892, c = 0.5 - a ln(4a) = 0.55991073으로 정의된다.

## 역사

### 시작
2015년 5월 15일, BBC는 ITU에 제안될 공동 HDR 제안을 개발하기 위해 NHK와 협력을 시작했다고 발표했다. 2015년 6월 9일, HLG는 HEVC용 JCT-VC에 제안되었고 2015년 6월 스크린 콘텐츠 코딩 확장 초안에 추가되었다.
그해 말, 소니는 SMPTE 2015 컨퍼런스에서 수정된 HDR 디스플레이에 HLG 비디오를 시연했다. Colorfront는 Transkoder 2016 소프트웨어가 HLG를 사용하는 HDR 출력을 지원할 것이라고 발표했다. LG는 2015년 4K OLED TV가 HLG 및 지각 양자화기 (PQ)의 HDR을 지원할 것이라고 발표했다. Blackmagic Design은 HLG 지원을 추가한 다빈치 리졸브 업데이트를 출시했다.
SKY PerfecTV!는 일본의 위성 가입자에게 4K UHDTV HDR 프로그램을 HLG를 사용하여 전송할 것이라고 발표했다. Harmonic Inc.와 NASA는 아틀라스 V 발사의 HDR 캡처를 발표했으며, 다음 날 NASA TV에서 HLG를 사용하여 방송되었다. 바티칸 텔레비전 센터는 HLG와 Rec. 2020 색 공간을 사용하여 성문 의식을 방송했다.

### 2016년
산업 단체:
- 울트라 HD 포럼은 HLG 지원을 포함하는 UHD Phase A 지침을 발표했다.[41][42] 울트라 HD 포럼은 또한 10비트의 색 깊이와 Rec. 2020 색 공간으로 HLG를 정의했다.[42]
- ITU는 HLG 및 PQ의 두 가지 HDR 전송 함수를 정의하는 Rec. 2100을 발표했다.[5][30]
- Digital UK는 HLG를 사용하는 HDR 지원을 포함하는 Freeview Play의 2017년 사양을 발표했다.[16]
- DVB(Digital Video Broadcasting) 운영 이사회는 HLG 및 PQ를 지원하는 HDR 솔루션을 포함하는 UHD-1 Phase 2를 승인했다.[6][43] 이 사양은 DVB Bluebook A157로 발표되었으며 ETSI에서 TS 101 154 v2.3.1로 발표될 예정이다.[6][43]
- HDMI는 HLG 지원이 HDMI 2.0b 표준에 추가되었다고 발표했다.[11][44][45]

하드웨어:
- Leader Electronics Corporation은 HLG를 지원하는 12G-SDI 파형 모니터를 발표했다.[46]
- Harmonic Inc.는 HLG 지원을 추가한 ViBE 4K UHD 인코더 업데이트를 출시했다.[47]
- Canon Inc.은 HLG 지원을 추가하기 위해 DP-V2410 및 DP-V3010 참조 디스플레이용 펌웨어 업데이트를 출시할 것이라고 발표했다.[48]
- Sony는 HLG를 지원하는 PVM-X550 OLED 모니터를 발표했다.[49] Sony는 또한 HLG 지원을 추가하기 위해 BVM-X300 OLED 모니터용 펌웨어 업데이트를 발표했다.[49]
- Sony는 10월에 BVM-X300 OLED 모니터에 HLG를 추가하는 펌웨어 업데이트를 출시할 것이라고 발표했다.[50]
- Sony는 VPL-VW675ES 프로젝터가 HLG를 지원할 것이라고 발표했다.[51]
- Trusted Reviews 웹사이트는 삼성이 모든 2016년 HDR TV가 펌웨어 업데이트를 통해 HLG를 지원할 수 있다고 밝혔다고 보도했다.[52]
- Atomos는 쇼군 인페르노 제품을 업데이트하여 카메라 및 컴퓨터의 HLG 입력 및 출력(녹화, 모니터링, 편집 및 레이아웃용)과 HLG 호환 TV로의 출력을 포함했다.[53]

소프트웨어:
- Avid Technology는 HLG 지원을 추가한 Media Composer 업데이트를 출시했다.[54][55]
- Google은 HLG를 지원하는 안드로이드 TV 7.0을 발표했다.[13][56]

방송사:
- Dome Productions는 HDR 콘텐츠를 제공하기 위해 HLG 시험을 시작할 것이라고 발표했다.[57]
- SKY Perfect JSAT Group은 10월 4일에 HLG를 사용하여 세계 최초의 4K HDR 방송을 시작할 것이라고 발표했다.[58]
- Eutelsat은 HLG를 사용하는 새로운 채널을 출시할 것이라고 발표했다.[59]
- Google은 유튜브가 HLG 또는 PQ로 인코딩할 수 있는 HDR 비디오 스트리밍을 시작할 것이라고 발표했다.[60][15]
- BBC는 플래닛 어스 II 시리즈의 4분 HLG 편집본을 공공 UHD 테스트를 위해 BBC iPlayer IPTV 플랫폼에 추가할 것이라고 발표했다.[61]
- Mediapro/Overon은 스페인 축구 리그(LFP)를 HLG 기반 4K HDR 방송을 사용하여 전 세계에 전송할 것이라고 발표했다.

### 2017년
산업 단체:
- ATSC는 HLG 지원을 포함하는 ATSC 3.0 비디오 표준을 발표했다.[7]

하드웨어:
- LG Corporation은 2017년 Super UHD TV가 HLG를 지원할 것이라고 발표했다.[62]
- Panasonic은 2017년 OLED TV가 HLG를 지원할 것이라고 발표했다.[63]
- Sony는 2017년 OLED TV가 HLG를 지원할 것이라고 발표했다.[64]
- JVC는 2017년 4K 프로젝터가 HLG를 지원할 것이라고 발표했다.[65]
- LG Corporation은 펌웨어 업데이트를 통해 2016년 OLED TV와 2016년 Super UHD TV에 HLG 지원을 추가할 것이라고 발표했다.[66]
- Sony는 펌웨어 업데이트를 통해 2017년 4K TV에 HLG 지원을 추가할 것이라고 발표했다.[67]
- Panasonic은 펌웨어 업데이트를 통해 2016년 4K TV의 여러 모델에 HLG 지원을 추가할 것이라고 발표했다.[68]
- Philips는 2017년 4K TV가 HLG를 지원할 것이며, 펌웨어 업데이트를 통해 2016년 4K TV의 여러 모델에 HLG 지원을 추가할 것이라고 발표했다.[69]
- Sony는 2016년 및 2017년 안드로이드 TV 모델 중 일부에 HLG 지원을 추가하는 펌웨어 업데이트를 시작했다.[70]
- Panasonic Lumix DC-GH5에 펌웨어 업데이트 2.0을 출시하여 HLG 녹화 지원을 추가했다.[71]
- Panasonic은 2016년 TV 모델 중 일부에 HLG 지원을 추가하는 펌웨어 업데이트를 시작했다.[72]
- Qualcomm은 HLG 지원을 포함하는 퀄컴 스냅드래곤 845를 발표했다.[73]

소프트웨어:
- 어도비 시스템즈는 HLG 지원을 포함하는 Adobe Creative Cloud 업데이트를 발표했다.[74]
- Apple Inc.은 HLG 지원을 포함하는 Final Cut Pro X 업데이트를 출시했다.[75]

방송사:
- Eutelsat은 핫 버드 비디오 서비스에 HLG를 사용하는 Travelxp 4K 채널이 포함될 것이라고 발표했다.[76]
- BBC는 플래닛 어스 II가 HLG를 사용하여 BBC iPlayer에서 4K HDR로 제공될 것이라고 발표했다.[17] 플래닛 어스 II는 2017년 12월 10일부터 2018년 1월 16일까지 BBC iPlayer 서비스에서 이용할 수 있다.[77] BBC는 Finlux, 하이센스, Hitachi, LG, Panasonic, Philips, Samsung, Sony, Toshiba의 TV 모델을 포함하여 약 400개 TV 모델이 HLG를 지원한다고 밝혔다.[17][77]
- DirecTV는 4K 채널 104 및 106에서 HLG HDR 방송을 시작했다.[18][19]

### 2018년
- Vizio는 2018년 모델에 대한 HLG 지원을 발표했다.[78]

### 2019년
- Panasonic은 2019년 3월에 출시될 S1 및 S1R 풀프레임 미러리스 카메라에서 HLG 지원을 발표했다.[79]

### 2020년
- Sky UK는 인기 있는 스카이 Q 박스가 2020년 5월 27일부터 HLG 지원을 받을 것이라고 발표했다.[80]
- Apple Inc.은 아이폰 12 시리즈를 돌비 비전 프로필 8.4를 통한 HLG 비디오 녹화 지원과 함께 출시했으며, 이는 HLG 영상 위에 돌비 비전 메타데이터 레이어를 추가한다.[81]

## 같이 보기
- 동적 범위
- 감마 보정
- 하이다이내믹레인지 렌더링
- 하이다이내믹레인지 이미징
- 높은 동적 범위 비디오